# Cour constitutionnelle suprême (Égypte)
La Cour constitutionnelle suprême (en arabe : المحكمة الدستورية العليا, Al-Mahkamah al-Dustūrīyah al-'Ulya) est un organe judiciaire indépendant de la République arabe d'Égypte. Son siège est dans la banlieue du Caire, à Maadi. La Cour constitutionnelle suprême a été créée en 1979, succédant à la Cour suprême créée par Nasser dix ans auparavant.
En 2003, le président Hosni Moubarak nomme pour une fois une femme, Tahani al-Gebali, à la vice-présidence de la Cour. Depuis la révolution de 2011 puis l'avènement au pouvoir des Frères musulmans, la Cour constitutionnelle suprême a représenté l'un des principaux blocs institutionnels s'opposant à ces derniers.
Le 3 mars 2018, la Cour constitutionnelle suprême valide la rétrocession de l'île de Tiran et Sanafir à l'Arabie saoudite.

## Constitution de 2014

### Article 191
La Haute Cour constitutionnelle, est un organe judiciaire indépendant. Elle siège au Caire. Si nécessaire, elle peut siéger n'importe où ailleurs dans le pays, avec l’accord de son Assemblée générale. Elle a un budget indépendant, débattu par la Chambre des représentants. Après approbation, son montant total est inclus dans le budget de l’État. L’Assemblée générale est chargée d’administrer les affaires de la Cour et est consultée sur les projets de lois relatifs aux affaires de la Cour.

### Article 192
La Haute Cour constitutionnelle a compétence exclusive pour statuer sur la constitutionnalité des lois et règlements, pour interpréter les textes législatifs, pour statuer sur les différends relatifs aux affaires de ses membres, sur les conflits de compétences entre les corps judiciaires et les entités qui se sont vu attribuer une compétence judiciaire, sur les litiges relatif à la mise en œuvre de décisions contradictoires lorsque l’une vient d’une autorité judiciaire ou d’une entité s’étant vue attribuer une compétence judiciaire et l’autre d’un autre organe, et sur les litiges relatifs à la mise en œuvre de ses verdicts et décisions. La loi définit les autres compétences de la Cour et réglemente les procédures suivies devant elle.

#### Article 193
La Cour est composée d’un président et d’un nombre suffisant de vice-présidents. Le Conseil des commissaires de la Haute cour constitutionnelle est composé d’un président et d’un nombre suffisant de vice-présidents, de conseillers et de conseillers adjoints. L’Assemblée générale de la Cour choisit le président de la Cour parmi les trois plus anciens vice-présidents de la Cour. Elle choisit également les vice-présidents et les membres du Conseil des commissaires, nommés par décret du Président de la République. Les modalités d'application du présent article sont fixées par la loi.

### Article 194
Le président et les vice-présidents de la Haute cour constitutionnelle, le président et les membres du Conseil des commissaires sont indépendants, ne peuvent être démis de leurs fonctions et n’obéissent qu’à la loi. La loi fixe les conditions auxquelles ils doivent répondre. La Cour est responsable de leurs obligations disciplinaires, conformément à la loi. Tous les droits, devoirs et garanties prévus pour les autres membres de la magistrature leur sont applicables.

### Article 195
Le Journal officiel publie les jugements et décisions rendus par la Haute cour constitutionnelle. Ils s’imposent à tous et à toutes les autorités de l'État et ont pour eux une autorité absolue. La loi réglemente les conséquences des effets d’une décision sanctionnant l’inconstitutionnalité d’un texte législatif.